# Live Tracks
Live Tracks è il quinto EP del gruppo musicale statunitense Green Day, pubblicato nel 1995 dalla Reprise Records.

## Descrizione
Pubblicato esclusivamente per il mercato giapponese, Live Tracks contiene sei brani eseguiti dal vivo l'11 marzo 1994 al Jannus Landing in Saint Petersburg, durante lo svolgimento del tour in supporto al terzo album in studio Dookie.
La copertina è un rifacimento di quella di Dookie, e saranno su questo genere anche i singoli uscenti da questo album.

## Tracce
Testi di Billie Joe Armstrong, musiche di Green Day.
1. Welcome to Paradise (Live) – 4:05
2. One of My Lies (Live) – 2:25
3. Chump (Live) – 2:39
4. Longview (Live) – 3:30
5. Burnout (Live) – 2:03
6. 2000 Light Years Away (Live) – 2:49

## Formazione
- Billie Joe Armstrong – voce, chitarra
- Mike Dirnt – basso, cori
- Tré Cool – batteria